# 青木祐子
青木 祐子（あおき ゆうこ、1969年（昭和44年）8月16日 - ）は、日本のジュブナイル小説家。長野県出身。血液型はA型。

## 経歴
『ぼくのズーマー』が集英社主催2002年度ノベル大賞で入選。2003年（平成15年）、『ソード・ソウル 〜遥かな白い城の姫〜』で文庫デビューを果たした。

## 作品リスト

### 文庫
- ソード・ソウルシリーズ（集英社コバルト文庫 / 挿絵:尚月地）

| No. | タイトル         | 発売日         |
| --- | ---------------- | -------------- |
| 1   | 遥かな白い城の姫 | 2003年3月28日  |
| 2   | 朝開く一輪の花   | 2003年7月1日   |
| 3   | 黄金の扉         | 2003年11月28日 |
| 4   | 夜明けに見た夢   | 2004年6月3日   |

- 左ききのマイ・ボーイ（コバルト文庫 / 挿絵:綾坂璃緒 / 2004年3月1日）
- タム・グリンシリーズ（コバルト文庫 / 挿絵:東条さかな）

| No. | タイトル       | 発売日        |
| --- | -------------- | ------------- |
| 1   | 水の妖精つかい | 2005年2月1日  |
| 2   | 火竜の翼       | 2005年4月28日 |
| 3   | 硝子の森       | 2005年7月29日 |

- ヴィクトリアン・ローズ・テーラーシリーズ（コバルト文庫 / 挿絵:あき / 全29巻）
- 霧の街のミルカシリーズ（コバルト文庫 / 挿絵:佐倉汐）

| No. | タイトル                     | 発売日        |
| --- | ---------------------------- | ------------- |
| 1   | 忘れられた花と人形の館       | 2008年10月1日 |
| 2   | 円卓の乙女とただひとりの騎士 | 2009年4月1日  |
| 3   | 帰らぬ王子と初恋の都         | 2009年10月2日 |

- ミスティーレッドシリーズ（コバルト文庫 / 挿絵:鐘乃悠可）

| No. | タイトル                 | 発売日        |
| --- | ------------------------ | ------------- |
| 1   | はざまの街と恋する予言者 | 2010年10月1日 |
| 2   | ふたつの恋、ふたつの未来 | 2011年2月1日  |

- 上海恋茶館シリーズ（コバルト文庫 / 挿絵:サカノ景子 / 全3巻）

| No. | タイトル                           | 発売日         |
| --- | ---------------------------------- | -------------- |
| 1   | 待ちぼうけのダージリン             | 2012年4月28日  |
| 2   | アール・グレイは琥珀のくちづけ     | 2012年8月31日  |
| 3   | ジンジャー・ティーは熱くまろやかに | 2012年11月30日 |

- ベリーカルテットの事件簿 薔薇と毒薬とチョコレート（コバルト文庫 / 挿絵:明咲トウル / 2013年11月30日）
- 朧月夜の怪　薬師・守屋人情帖（富士見新時代小説文庫 / 挿画:中島梨絵 / 2013年12月11日）
- 八番街の探偵貴族 はじまりは、舞踏会。（コバルト文庫 / 挿絵:11 / 2014年5月1日）
- 風呂ソムリエ 天天コーポレーション入浴剤開発室（集英社オレンジ文庫 / 装画：cake / 2015年4月17日）
- これは経費で落ちません!シリーズ（集英社オレンジ文庫 / 装画：uki / 既刊12巻）
- 派遣社員あすみの家計簿シリーズ（小学館文庫キャラブン! / 装画：uki / 既刊2巻）

| No. | タイトル                | 発売日        |
| --- | ----------------------- | ------------- |
| 1   | 派遣社員あすみの家計簿  | 2019年11月6日 |
| 2   | 派遣社員あすみの家計簿2 | 2021年9月7日  |

### 雑誌
- ぼくのズーマー（Cobalt 2002年12月号掲載）
- 嘆きの丘（Cobalt 2003年2月号掲載）
- ドルフィン・レター（Cobalt 2003年8月号掲載）
- ソード・ソウル 聖なる願い（Cobalt 2003年12月号掲載）
- ソード・ソウル あなたへ贈る花（Cobalt 2004年12月号掲載）
- タム・グリン 妖精の背中（Cobalt 2005年4月号掲載）
- ごめんねっていわせて。（Cobalt 2005年6月号掲載）
- タム・グリン 風に立つ木 （Cobalt 2005年8月号掲載）
- 鏡の家の恋人 （Cobalt 2010年3月号掲載）